# Olly Lee
Oliver Robert Lee, detto Olly (Hornchurch, 11 luglio 1991) è un ex calciatore inglese, di ruolo centrocampista.

## Biografia
È il figlio dell'ex calciatore Rob Lee.

## Carriera
Ha giocato nella prima divisione scozzese.